# Stublo
Stublo (Servisch cyrillisch Стубло) is een plaats in de Servische gemeente Čajetina. De plaats telt 214 inwoners (2002).